# Бактеріородопсин

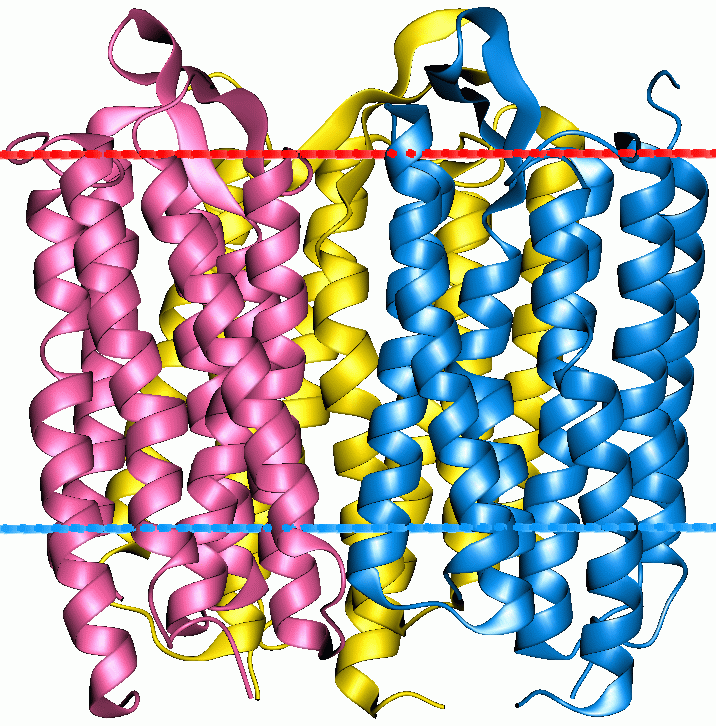
Бактеріородопсин

Бактеріородопси́н (англ. Bacteriorhodopsin) — мембранний білок мікроорганізмів, що належать до класу Галобактерій, які є представниками архей. Цей білок виконує ту ж функцію, що й хлорофіл у інших організмів — забезпечує перетворення енергії сонячного світла на енергію хімічних зв’язків. Він діє як залежна від світла протонна помпа. Поглинання кванта світла призводить до швидких структурних змін у молекулі, завдяки яким відбувається перенос катіона водню з цитоплазми на зовнішній бік клітинної мембрани, після чого молекула бактеріородопсину повертається до початкового стану. Електрохімічний потенціал, обумовлений протонним градієнтом, використовується клітиною для синтезу АТФ, а також для транспорту метаболітів крізь мембрану, руху джгутиків тощо.
Білок складається з 248 залишків амінокислот, має молекулярну масу близько 26 тис. Простетична група (небілкова частина молекули) приєднується до амінокислоти лізину, що розташована у положенні 216. Вона може бути одним з двох ізомерів ретиналю: у одного усі подвійні зв’язки мають транс-конфігурацію, у іншого у положенні 13 — цис- конфігурацію. У бактерій співвідношення молекул з різними простетичними групами становить 1:1.
Бактеріродопсин застосовують для вивчення протонного транспорту у клітинах. Також здійснюються дослідження його застосування у голографії та обчислювальній техніці.